# Tablón de imágenes
Un tablón de imágenes (en inglés: imageboard) es un tipo de página web anónima donde la publicación de imágenes cobra una gran importancia. Los primeros tablones de imágenes fueron creados en Japón, y se basan en el concepto de los foros de texto.

## Características de los tablones de imágenes
Los tablones de imágenes pueden ser descritos de manera simple como foros en Internet centrados en la publicación de imágenes en vez de texto. En términos generales ambos comparten la misma estructura, incluyendo la separación de foros para diferentes temas llamados tablones o boards, así como para audiencias similares. Sin embargo, los temas en los imageboard pueden llegar a ser mucho más esporádicos que en los foros convencionales (especialmente aquellos con mucho tráfico), donde el tiempo de vida de un tema puede ser inferior a varias horas. Los tablones de imágenes más populares en occidente tienden a estar relacionados en su mayoría con temas de la cultura japonesa, como son la temática del anime y manga. En Japón, los tablones de imágenes son más populares y sus tópicos abarcan una amplia gama de variedad de temas que van desde trenes hasta lulz.
Los tablones de imágenes se diferencian de las galerías en línea en que la mayoría de los trabajos publicados no son realizados por los usuarios que los colocan, más bien en su mayoría son tomados de otras fuentes en línea, otros tablones de imágenes o se basan en trabajos derivados, lo más común, imágenes editadas. Son pocos los contenidos originales que se pueden encontrar en los tablones de imágenes.
La mayoría de los tablones de imágenes y los foros de discusión estilo 2ch y 4chan permiten (y fomentan) la publicación anónima y utilizan un sistema opcional de autenticación (tripcode) que no requiere registro para tener un nombre y no ser anónimos, aunque apenas usado entre la comunidad. El anonimato es considerado una de las ventajas principales de los tablones de imágenes, lo que permite poder hablar sin vergüenza o censura de cualquier tema de debate.

## Tablones de imágenes

### 2channel
2channel (ふたば☆ちゃんねる), acortado como 2ch, es un popular tablón de imágenes en Japón, el cual fue abierto en mayo de 1999 por Hiroyuki Nishimura. Este mantiene más de 600 tablones activos en los que tratan temas tan variados como las noticias sociales, la computación y la cocina, siendo el foro más extenso de todo Japón.

### 4chan
4chan es un tablón de imágenes en inglés creado el 1 de octubre de 2003 por Christopher Poole también conocido como Moot. Originalmente, sus tablones fueron usados para debatir sobre temas relacionados con la cultura japonesa, como el anime, el manga y el cosplay. Posteriormente, el sitio fue ganando popularidad y se fue abriendo a otros temas.
El periódico The Guardian una vez describió a la comunidad de 4chan como «lunática, juvenil... brillante, ridícula y alarmante».
Muchos memes de Internet fueron creados en esta página, como los lolcat, el Rickroll y Pedobear,hasta copiarse de Danbooru.[cita requerida]

### Hispachan

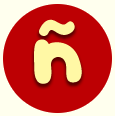
Logo de Hispachan.

Hispachan fue un tablón de imágenes en español destinado a la comunidad hispanohablante de Internet. Hispachan fue abierto el 17 de noviembre de 2012 por Zeta, el administrador del sitio. Sigue la trayectoria y filosofía de 4chan, aunque adaptada a la realidad, costumbres y cultura de la comunidad hispanohablante.
El anonimato de los usuarios de Hispachan ha causado varias controversias a lo largo de los años, como en el asesinato de Raúl Robles también conocido como "MegaByte" en internet, en el momento CEO de Hacking México y asesor tecnológico del CISEN, supuestamente llevado a cabo por un usuario del sitio. Duncan Tucker de la revista Vice definió a Hispachan como «un portal muy popular entre la comunidad hacker hispanohablante».
Horas antes del Tiroteo en el Colegio Americano de Monterrey el 18 de enero de 2017, un usuario publicó un post acompañado de una imagen de Ted Bundy en donde anunciaba que llevaría a cabo una masacre. La afirmación de que el perpetrador del tiroteo había hecho el post fue puesto a duda por el vocero de Seguridad de Nuevo León Aldo Fasci.
En febrero de 2019 usuarios de Hispachan dejaron sin financiación Nido.org por infligir las políticas de PayPal, dedicarse al ciber-acoso, presuntos secuestros, violación a la privacidad, pedofilia y filtración de fotos de contenido sexual de chicas sin su consentimiento, entre ellas menores de hasta 13 años de edad. Tras decenas de denuncias a la Policía de Investigaciones de Chile y exposición pública del caso, el administrador de la red se suicidó arrojándose a las vías del Metro de la Línea 4 de Santiago de Chile.
En junio de 2019, Elena Rue de VICE España denunció al sitio por permitir la difusión de imágenes intimas de mujeres sin su permiso, y recibió amenazas como consecuencia. se apunta que, a pesar de las denuncias de algunas mujeres en redes sociales, el sitio web es legal y que, según el administrador, "colabora con las autoridades como están obligados por ley".
En noviembre de 2020 una presunta filtración de fotos íntimas en Hispachan provocó paros estudiantiles en la Universidad Veracruzana.
En mayo de 2022, Hispachan anunció oficialmente su cierre en Twitter, estuvo disponible temporalmente durante tres días hasta que se eliminó definitivamente todo su contenido. Desde entonces la mayoría de usuarios han migrado a otros chanes.[cita requerida]

### 8chan
8chan (o Infinitechan) es un tablón de imágenes en inglés y en otros idiomas. Fue creado el 22 de octubre de 2013 por Fredrick Brennan. Al igual que 4chan, 8chan se basa en publicar imágenes y debates de forma anónima, pero a diferencia de este, permite a sus usuarios decidir lo que quieren discutir y crear su propio tablón dedicado a cualquier tema, un concepto que se popularizó por primera vez en los foros de noticias como Reddit. 8chan también afirma tener una fuerte dedicación a la libertad de expresión y permite todo el contenido, siempre y cuando la discusión y la creación de la junta directiva se atenga a la leyes estadounidenses. Sin embargo, los moderadores locales hacen cumplir las reglas de sus propios foros y pueden eliminar mensajes si lo consideran necesario. Actualmente está asociado con el programa japonés 2channel.
En 3 de agosto de 2019, un joven de 21 años publicó un manifiesto titulado The Inconvenient Truth, después de que se iniciara el tiroteo de El Paso en el centro comercial Walmart, el cual dejó 22 fallecidos y 24 heridos. El fundador, Fredrick Brennan, pidió que se cerrara la página por el motivo del tiroteo, como también pasó con los atentados de Christchurch y el tiroteo de sinagoga de Poway.
Después de desconectarse en agosto de 2019, el sitio cambió su nombre a 8kun y se relanzó en noviembre de 2019.

### Wired-7
Wired-7 es un tablón de imágenes en español activo desde febrero de 2017 con estética cyberpunk, similar a tablones angloparlantes como lainchan y Danger/u/. Wired-7 utiliza una versión vichan modificada con una interfaz actualizada a una estética cyberpunk moderna. Al igual que el resto de tablones de imágenes, cuenta con varios tablones de carácter general.

### Endchan
EndChan es un tablón de imágenes en inglés y otros idiomas, nació como una alternativa a 8chan, tras el cierre de este se ha ido popularizándose a lo largo del tiempo.

### NntpChan
Nntpchan es un imageboard, a diferencia de los anteriores, este posee una plataforma descentralizada o P2P y un protocolo NNTP, por lo que su contenido es más difícil de gestionar y depende de los diferentes nodos que lo conforman (cada uno puede abrir el suyo y puede tener uno o más tablones).

### Qubits.Uno
Qubits.uno, es un  imageboard relativamente nuevo, a diferencia de todos los demás, totalmente orientado al blockchain y la web3, teniendo su propio sistema de recompensa a sus usuarios, con su propia blockchain la cual entrega tokens nativos a quienes generan contenido. Además en Qu-bits, los posts allí realizados, se someten a la votación de los otros usuarios quienes deciden que se ve y que no se ve en la portada.

### Soyjak.party
Soyjak.party (también conocido como "The Party", "The Sharty" y variaciones del mismo) es un sitio web de tablero de imágenes dedicado principalmente a la creación y publicación de imágenes de soyjak. El sitio web fue creado en 2020 como una broma por el usuario seudónimo de 4chan Soot, quien luego declaró en una publicación de blog que "pretendían que el foro fuera una broma" y "no esperaban que se convirtiera en un lugar de reunión tan popular". El tablero de imágenes creció notablemente en popularidad a fines de 2021, después de que 4chan cerrara su tablero /qa/, que, a pesar de su nombre (Preguntas y respuestas), servía como el hogar de facto de la comunidad soyjak de 4chan.
El sitio ha sido acusado de ser vinculado al tiroteo de Jacksonville de 2023 y al tiroteo de la escuela secundaria Antioch de 2025, y la Liga Antidifamación lo ha descrito como un "panel de imágenes reaccionario de extrema derecha lleno de humor racista y antisemita crudo". De igual manera, este sitio fue acusado de perpetrar el ataque cibernético en contra de la página web 4chan ocurrido el 14 de abril del 2025.